# Ораховица
Ораховица је град у Хрватској, у Вировитичко-подравској жупанији. Према попису из 2001. Ораховица је имала 5.792 становника.

## Географија
Својим је северним делом отворена према равничарским пределима, а југозападним делом граничи се са обронцима Папука и Крндије, односно Парком природе Папук. Близу града налази се Ораховачко језеро.

## Историја
У историјским изворима Ораховица се први пута спомиње у документу угарског краља Андрије II из 1228. године којом се одређују међе између поседа породице Тетен из Озуага (Осувак) и поседа племените породице ораховичке из Ораховице. У исправи се наводи да су поседи повезани веома добрим тврдим путевима.
Било је 1702. године у трговишту Ораховици 119 кућа. Духовне потребе православних житеља задовољавали су калуђери из оближњег манастира Ораховице. Месни католици су имали своју католичку цркву са фратром који је долазио из нашичког самостана. Године 1738. постојала је већ и православна црква али ван насеља, на извору Радловцу. Та црквица посвећена Св. апостолу Томи, грађена је од дрвета. Други антиминс тах храм је добио 1750. године од владике пакрачко-славонског Софронија Јовановића. Садашња камена црква, подигнута је на границе Ораховице и Ријечана половином 18. века. Један од великих ктитора био је ораховачки спахија Димитрије Михајловић, чији се унук покатоличио и променио презиме у Михаловић. Један од потомака те породице је и Јосип Михаловић.
1835. Ораховица је у народу називана Оровица, по записима нашичких фрањеваца, који наводе оба облика тог имена.

## Становништво
Према попису становништва из 2011. године, Ораховица је имала 3.954 становника, а укупно градско подручје је имало 5.304 становника.

### Град Ораховица

#### Број становника по пописима
| година пописа  | 2001. | 1991. | 1981. | 1971. | 1961. | 1953. | 1948. | 1931. | 1921. | 1910. | 1900. | 1890. | 1880. | 1869. | 1857. |
| бр. становника | 5.792 | 6.262 | 6.244 | 5.834 | 5.890 | 5.906 | 5.601 | 6.845 | 5.954 | 5.745 | 4.581 | 4.136 | 3.730 | 3.834 | 3.655 |

- напомене:

Настао из старе општине Ораховица. До 1981. садржи део података, а у 1991. део података је садржан у општинама Зденци и Чачинци.

### Ораховица (насељено место)

#### Број становника по пописима
| година пописа  | 2001. | 1991. | 1981. | 1971. | 1961. | 1953. | 1948. | 1931. | 1921. | 1910. | 1900. | 1890. | 1880. | 1869. | 1857. |
| бр. становника | 4.262 | 4.314 | 4.005 | 3.392 | 3.035 | 3.003 | 2.769 | 3.290 | 2.573 | 2.517 | 1.932 | 1.676 | 1.564 | 1.752 | 1.678 |

## Попис 1991.
На попису становништва 1991. године, насељено место Ораховица је имало 4.314 становника, следећег националног састава:
| Попис 1991.‍   | Попис 1991.‍  | Попис 1991.‍ | Попис 1991.‍ | Попис 1991.‍ |
| ------------- | ------------ | ----------- | ----------- | ----------- |
|               |              |             |             |             |
| Хрвати        | Хрвати       |             | 2.999       | 69,51%      |
| Срби          | Срби         |             | 771         | 17,87%      |
| Југословени   | Југословени  |             | 218         | 5,05%       |
| Муслимани     | Муслимани    |             | 23          | 0,53%       |
| Мађари        | Мађари       |             | 16          | 0,37%       |
| Албанци       | Албанци      |             | 10          | 0,23%       |
| Македонци     | Македонци    |             | 10          | 0,23%       |
| Црногорци     | Црногорци    |             | 9           | 0,20%       |
| Словенци      | Словенци     |             | 7           | 0,16%       |
| Словаци       | Словаци      |             | 5           | 0,11%       |
| Чеси          | Чеси         |             | 2           | 0,04%       |
| Италијани     | Италијани    |             | 1           | 0,02%       |
| Немци         | Немци        |             | 1           | 0,02%       |
| Пољаци        | Пољаци       |             | 1           | 0,02%       |
| Руси          | Руси         |             | 1           | 0,02%       |
| Русини        | Русини       |             | 1           | 0,02%       |
| Украјинци     | Украјинци    |             | 1           | 0,02%       |
| остали        | остали       |             | 4           | 0,09%       |
| неопредељени  | неопредељени |             | 157         | 3,63%       |
| регион. опр.  | регион. опр. |             | 7           | 0,16%       |
| непознато     | непознато    |             | 70          | 1,62%       |
| укупно: 4.314 |              |             |             |             |

## Управа
Након избора 2005. године за градоначелника ја изабран Јосип Немец (ХДЗ).

## Економија
У Ораховици се налази КИО Керамика — фабрика плочица

## Славни људи
- Стјепан Месић, хрватски политичар и председник
- Стјепан Ившић, један од највећих хрватских филолога

## Споменици и знаменитости
- Ружица град — најочуванији стари утврђени град у Славонији и Хрватској. Први пут спомиње се као краљевски посед 1357. године. До турске инвазије мењао је више пута власнике, а 1687. године заузимају га Турци. Та утврда, која је истовремено и град, двор и тврђава вековима је надограђивана, а имала је више торњева, кула и бастиона, делимично оплемењена уметничким елементима старе архитектуре.
- Манастир Ораховица, са црквом Светог Николе, значајно духовно и историјско средиште православних Срба Доње Славоније, односно Подравине. Познат још као Ремета и Дузлук, помиње се у другој половини XV вијека.

У вријеме обновљења Пећке патријаршије, 1557. године, за патријарха Макарија Соколовића, у манастиру Ораховици је сједиште Пожешке митрополије, првог српског православног владичанства на подручју Славоније.
Два велика сабора одржавају се сваке године у манастиру Ораховици, на дан Преноса моштију светитеља Николаја (22. маја), и на Преображење (19. августа). У манастиру се и данас чувају мошти свете Анастасије.
Манастир Ораховицу 1991. године напустила су посљедња два монаха. Манастир је без монаха, али од 1993. године отац Јован парох из Мединаца преузео је бригу о манастиру и манастирским парохијама.

## Образовање
- Средња школа „Стјепан Ившић“ (гимназија, трговачка и металци)
- Основна школа „Ивана Брлић-Мажуранић“
- Дјечји вртић „Палчић“

## Култура
- Енигматска удруга Ораховица (EUO)

## Спорт
- Фудбалски клуб Папук Ораховица
- Рукометни клуб Ораховица
- Карате клуб „ХУС“ Ораховица
- Куглачки клуб Ораховица
- Спортско риболовно друштво „Шаран“ Ораховица
- Стрељашко друштво Ораховица
- Хрватско планинарско друштво Ораховица
- Тениски клуб Ораховица
- Кошаркашки клуб Ораховица
- Шаховски клуб Ораховица

## Партнерски градови
- Бачка Топола